# 해양 전자 협회
해양 전자 협회(National Marine Electronics Association, NMEA)는 해양 전자기술및 선박항해 전자장비등 해양관련에 기반하는 멤버들로 구성된 미국의 비영리단체이다.  위치관련 데이타 통신 프로토콜의 표준으로 잘 알려진 NMEA 0183의 제정 및 해양장비 및 선박항해등  네트워크 표준 스텍을 인증하는 단체이다.
대한민국에서는 한국선박전자산업진흥협회등 4곳이 멤버로 활동중이다.

## 우수 해양장비 업체 발굴
해양전자협회 NMEA는 '올해의 해양제조업체상' 및 '기술상'을 매년 우수 해양장비 제조업체 및 기술을 발굴하여 시상하고 있다.

## 표준
- NMEA 0180
- NMEA 0182
- NMEA 0183
- NMEA 2000
- NMEA 원넷